# Esporte Clube Comercial
El Esporte Clube Comercial o simplemente Comercial, es un club de fútbol de la ciudad de Campo Grande, en el Estado de Mato Grosso do Sul, Brasil. El club fue fundado el 15 de marzo de 1943 y disputa actualmente el Campeonato Sul-Matogrossense, del cual ha sido campeón en nueve oportunidades.

## Historia
El Esporte Clube Comercial fue fundado el 15 de marzo de 1943 por el deportista Etheócles Ferreira y otros varios estudiantes del Colegio Don Bosco, el club se mantuvo en el ámbito aficionado durante 29 años, recién en 1972 el club adoptó el profesionalismo para disputar un torneo selectivo que determinaría al equipo que representaría al estado en el Campeonato Brasileño de Fútbol 1973, fue campeón, siendo entonces el primer equipo en disputar un Campeonato Brasileño por el estado de Mato Grosso.
A partir de esta fecha, el club ha participado en seis ediciones del Campeonato Brasileño de Fútbol en 1973, 1975, 1978, 1979, 1983 y 1986, cuatro veces en el Campeonato Brasileño de Serie B en 1980, 1981, 1982, 1984, y en 9 oportunidades en la Copa de Brasil los años 1994, 1999, 2000, 2001, 2002, 2003, 2011, 2016 y 2017.

## Estadio
Los partidos en casa del club se juegan generalmente en el Estadio Universitário Pedro Pedrossian, popularmente conocido como Morenão, que tiene una capacidad máxima para 40,000 personas. El club también juega en el Estadio Jacques da Luz que posee una capacidad máxima de 11,000 personas.

## Palmarés

### Torneos estaduales oficiales
- Campeonato de Mato Grosso do Sul (9): 1982, 1985, 1987, 1993, 1994, 2000, 2001, 2010, 2015
- Campeonato de Mato Grosso (1): 1975